# Gleichnis vom Gläubiger und seinen zwei Schuldnern

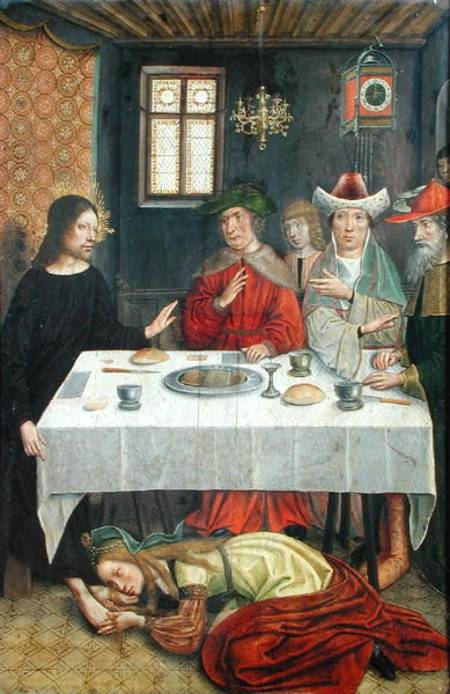
Das Mahl im Haus Simons bei dem Jesus das Gleichnis erzählt

Das Gleichnis von den zwei Schuldnern ist ein Gleichnis Jesu, das im Evangelium nach Lukas überliefert ist (Lk 7,41–43 ). 

## Wortlaut
Das Gleichnis in der Lutherübersetzung (revidierte Fassung von 1984):

„Ein Gläubiger hatte zwei Schuldner. Einer war fünfhundert Silbergroschen schuldig, der andere fünfzig. Da sie aber nicht bezahlen konnten, schenkte er’s beiden. Wer von ihnen wird ihn am meisten lieben?“

## Hintergrund
Das Gleichnis ist eingebettet in die Geschichte von der Salbung durch die Sünderin (Lk 7,36–50 ). Jesus war zu Gast bei einem Pharisäer namens Simon, als eine „Sünderin“ dazu kam und ihm die Füße salbe. Dies stellte zwar eine große Demutsgeste und Ehrung des Gastes dar, war nach den religiösen Vorstellungen der Anwesenden aber inakzeptabel, da der Umgang mit einer Sünderin verboten war. Die Pharisäer dachten, dass Jesus, wenn er wirklich ein Prophet wäre, dies bemerken und die Frau wegschicken müsste. Jesus dagegen bemerkte nicht nur dies, sondern auch die Gedanken seiner Gastgeber, woraufhin er das Gleichnis erzählt. Auf die Frage Jesu, wer von den beiden Schuldnern aus dem Gleichnis den Gläubiger, der ihm die Schuld erlassen hat, am meisten lieben wird, erkennt der Gastgeber, dass es derjenige sei, dem am meisten erlassen wurde („'Simon antwortete und sprach: Ich denke, der, dem er am meisten geschenkt hat. Er aber sprach zu ihm: Du hast recht geurteilt.“, Lk 7,43 ). Die Frau mit den vielen Sünden, der Jesus im Anschluss all diese vergeben wird, wird Gott viel mehr lieben als die Pharisäer die zwar nicht in vergleichbarer Weise gesündigt haben, Jesus aber auch nicht in vergleichbarer Weise gedient haben.